# Lucjusz Cecyliusz Metellus (trybun w 49 p.n.e.)
Lucjusz Cecyliusz Metellus – rzymski trybun plebejski w 49 p.n.e.
Członek wpływowego plebejskiego rodu rzymskiego Cecyliuszy, syn Lucjusza Cecyliusza Metellusa, konsula 68 p.n.e.. W 70 p.n.e. towarzyszył ojcu na Sycylii w czasie sprawowania przez niego urzędu pretora. W 52 p.n.e. kwestor na Sycylii. W 49 p.n.e. był trybunem plebejskim i sprzeciwiał się przedsięwzięciom podejmowanym przez Cezara. Za to, że Metellus nie pozwalał Cezarowi brać pieniędzy ze skarbca publicznego, ten zagroził mu śmiercią i siłą zabrał, czego potrzebował, a Metellusa zmusił do ucieczki. W 48 p.n.e. próbował wrócić, ale Cezar wygnał go z Italii. Lucjusz mógł był żonaty z Licynią, córką Klodii i Lucjusz Licyniusza Lukullusa. Appian opowiada o Metellusie, który walczył po stronie Antoniusza i został jeńcem po bitwie pod Akcjum. Oktawian darował mu życie na skutek interwencji  syna, który z kolei walczył po stronie Oktawiana. Przypuszcza się, że Metellus ojciec to właśnie Lucjusz, były trybun z 49 p.n.e. lub Marek Cecyliusz Metellus syn konsula w 69 p.n.e.